# Chiesa di San Martino Vescovo (Adrara San Martino)
La chiesa di San Martino Vescovo è la parrocchiale di Adrara San Martino, in provincia e diocesi di Bergamo; fa parte del vicariato di Predore. 

## Storia
La prima citazione di una chiesa ad Adrara risale al 1360 ed è da ricercare nell'elenco delle chiese della diocesi di Bergamo, detto nota ecclesiarum, fatto redigere da Bernabò Visconti per stabilire quante imposte dovessero pagare i luoghi di culto; questa cappella risultava filiale della pieve di Calepio. Inoltre, sembra che questa chiesetta sorgesse sui resti di un antichissimo tempio pagano. 
 Tra la fine del XV secolo ed il 1523 la chiesa fu riedificata. Nel 1568, con l'istituzione dei vicariati, la chiesa entrò a far parte del vicariato di Calepio. 
 Dalla relazione della visita pastorale del 1575 dell'arcivescovo di Milano Carlo Borromeo s'apprende che i fedeli erano circa 2000, che la chiesa aveva sei altari e che in essa avevano sede le scuole del Santissimo Sacramento e della Concezione della Beata Vergine. Nel XVII secolo risultava che nella chiesa di Adrara San Martino avevano sede le confraternite del Rosario, del Santissimo Sacramento e della Concezione della Beata Vergine Maria. Grazie ad un documento del 1667 si conosce che, allora, i fedeli erano 2224.
 L'attuale parrocchiale è frutto dei lavori di rifacimento condotti tra il 1781 ed il 1787.
 Nel 1950 fu collocato il nuovo altar maggiore e nel 1961 la facciata venne interessata da un intervento di restauro.
 Il 28 giugno 1971 la chiesa fu aggregata alla neo-costituita zona pastorale XIII, per poi passare il 27 maggio 1979 al vicariato di Predore. 
 Il 20 novembre 1986 la parrocchia, originariamente dedicata solo a san Martino di Tours, venne ridenominata parrocchia dei Santi Martino Vescovo e Carlo Borromeo e della Natività della Beata Vergine in seguito alla soppressione delle parrocchie di Collepiano e di Costa e alla loro unione con quella di Adrara. Nel 1990 l'interno della chiesa subì un restauro.

## Interno
Opere di pregio conservate all'interno della chiesa, che è ad un'unica navata con sei cappelle laterali, sono l'altar maggiore in marmo, opera di Carlo Comana, il coro a ventuno stalli, l'ottagonale fonte battesimale in marmo nero, realizzato nel XVII secolo, il quadro con soggetto San Martino Vescovo che guarisce un fanciullo, dipinto da Giacomo Trecourt nel XIX secolo, la pala di Giuseppe Riva raffigurante la Sacra Famiglia e quella di Francesco Paglia raffigurante la morte di San Martino.